# Louis Nganioni
Louis Nganioni (Melun, 3 giugno 1995) è un calciatore francese, difensore del Pontarlier.

## Caratteristiche tecniche
È un terzino sinistro.

## Carriera

### Club
È cresciuto nelle giovanili dell'Olympique Lione.
Ha esordito fra i professionisti l'8 agosto 2015 con la maglia dell'Utrecht in un match di Eredivisie perso 3-2 contro il Feyenoord.

## Statistiche

### Presenze e reti nei club
Statistiche aggiornate al 7 luglio 2017.
| Stagione        | Squadra         | Campionato      | Campionato | Campionato | Coppe nazionali | Coppe nazionali | Coppe nazionali | Coppe continentali | Coppe continentali | Coppe continentali | Altre coppe | Altre coppe | Altre coppe | Totale | Totale | Totale |
| Stagione        | Squadra         | Comp            | Pres       | Reti       | Comp            | Pres            | Reti            | Comp               | Pres               | Reti               | Comp        | Pres        | Reti        | Pres   | Reti   |        |
| --------------- | --------------- | --------------- | ---------- | ---------- | --------------- | --------------- | --------------- | ------------------ | ------------------ | ------------------ | ----------- | ----------- | ----------- | ------ | ------ | ------ |
| 2015-2016       | Utrecht         | ERE             | 11         | 0          | CO              | 1               | 0               |                    | -                  | -                  |             | -           | -           | 12     | 0      |        |
| 2016-2017       | Brest           | L1              | 20         | 1          | CF+CdL          | 2+1             | 0               |                    | -                  | -                  |             | -           | -           | 23     | 1      |        |
| Totale carriera | Totale carriera | Totale carriera | 31         | 1          |                 | 4               | 0               |                    | -                  | -                  |             | -           | -           | 35     | 1      |        |